# Констанс Джинс
Констанс Джинс (англ. Constance Jeans, 23 серпня 1899 — 31 березня 1984) — британська плавчиня.
Призерка Олімпійських Ігор 1920, 1924 років.